# Sarò il tuo giudice
Sarò il tuo giudice è una miniserie televisiva italiana del 2001 diretta da Gianluigi Calderone.

## Trama
A Taranto, il commissario Fabio Maida e il suo vice Davide Costa si trovano a dover combattere la lotta alla cosca mafiosa proveniente dalla Sicilia gestita da un boss Vincenzo Manzari che vuole usare le attività portuali per commercializzare il traffico di droga grazie anche all'omicidio di un onesto imprenditore.